# فاكوندو اربين
فاكوندو اربين (بالإسبانية: Facundo Erpen) (19 مايو 1983 بجيوليجياشو في الأرجنتين - ) هو لاعب كرة قدم أرجنتيني في مركز الدفاع. لعب مع انيستتوتو وبوكا جونيورز ودي.سي. يونايتد وكولورادو رابيدز ونادي أطلس ونادي بويبلا وتاليريس كوردوبا ونادي موريليا الرياضي وJuventud Unida Universitario ‏ وFort Lauderdale Strikers (2006–2016) ‏.

## روابط خارجية
- فاكوندو اربين على موقع الدوري الأمريكي (الإنجليزية)
- فاكوندو اربين على موقع إي إس بي إن إف سي (الإنجليزية)
- فاكوندو اربين على موقع قاعدة بيانات كرة القدم.إي يو (الإنجليزية)
- فاكوندو اربين على موقع Soccerway.com (الإنجليزية)
- فاكوندو اربين على موقع AS.com (الإسبانية)